# Myctophiformes
Os Myctophiformes são uma ordem de peixes actinopterígeos.

## Famílias
- Neoscopelidae
- Myctophidae